# Blaesoxipha denieri
Blaesoxipha denieri är en tvåvingeart som först beskrevs av Blanchard 1939.  Blaesoxipha denieri ingår i släktet Blaesoxipha och familjen köttflugor. Inga underarter finns listade i Catalogue of Life.